# Chapopote
Chapopote är en ort i Mexiko.   Den ligger i kommunen Ixhuatlán de Madero och delstaten Veracruz, i den sydöstra delen av landet, 200 km nordost om huvudstaden Mexico City. Chapopote ligger 366 meter över havet och antalet invånare är 365.
Terrängen runt Chapopote är kuperad västerut, men österut är den platt. Chapopote ligger uppe på en höjd. Runt Chapopote är det ganska tätbefolkat, med 65 invånare per kvadratkilometer. Närmaste större samhälle är La Ceiba, 14,0 km sydost om Chapopote. Omgivningarna runt Chapopote är en mosaik av jordbruksmark och naturlig växtlighet.